# Talorc II dei Pitti
Talorc, figlio di Muircholach (... – circa 549), è stato sovrano dei Pitti.
Secondo la Cronaca dei Pitti regnò per 11 anni tra Cailtram e Drest V.